# Kaishu Sano
Kaishu Sano (佐野 海舟, Sano Kaishū) est un footballeur japonais né le 30 décembre 2000 à Tsuyama. Il joue au poste de milieu de terrain au FSV Mayence.

## Biographie

### En club

#### Début pro au Machida Zelvia
Après, c'est étude au Lycée Yanogo Kita il rejoint le FC Machida Zelvia pour la saison 2019 dont il jouera son premier match pro le 5 mai contre Mito HollyHock,.

#### Arrivé en première division
Après quatre saisons avec le club de J2 League du Machida Zelvia, le 21 décembre 2022, Sano a été annoncé qu'il rejoindrait le club de J1 League Kashima Antlers pour la saison 2023.

### En sélection
Le 13 novembre 2023, le sélectionneur Hajime Moriyasu appelle pour la première fois Sano avec les Samurai Blue. Trois jours plus tard en match éliminatoires de la zone Asie de la Coupe du monde 2026, il joue son premier match face à la Birmanie pour une victoire 5-0 des siens.

## Statistiques

### En club
| Saison                | Club                  | Championnat           | Championnat | Championnat | Championnat | Coupe nationale | Coupe nationale | Coupe nationale | Coupe de la Ligue | Coupe de la Ligue | Coupe de la Ligue | Total | Total | Total |
| Saison                | Club                  | Division              | M.          | B.          | P.d.        | M.              | B.              | P.d.            | M.                | B.                | P.d.              | M.    | B.    | P.d.  |
| 2019                  | Machida Zelvia        | J2 League             | 21          | 0           | 0           | 1               | 0               | 0               | -                 | -                 | -                 | 22    | 0     | 0     |
| 2020                  | Machida Zelvia        | J2 League             | 41          | 1           | 1           | -               | -               | -               | -                 | -                 | -                 | 41    | 1     | 1     |
| 2021                  | Machida Zelvia        | J2 League             | 34          | 6           | 3           | 1               | 0               | 0               | -                 | -                 | -                 | 35    | 6     | 3     |
| 2022                  | Machida Zelvia        | J2 League             | 20          | 1           | 0           | 1               | 0               | 0               | -                 | -                 | -                 | 21    | 1     | 0     |
| Sous-total            | Sous-total            | Sous-total            | 116         | 8           | 4           | 3               | 0               | 0               | -                 | -                 | -                 | 119   | 8     | 4     |
| 2023                  | Kashima Antlers       | J1 League             | 27          | 1           | 0           | 1               | 0               | 0               | 7                 | 0                 | 0                 | 35    | 1     | 0     |
| 2024                  | Kashima Antlers       | J1 League             | 20          | 0           | 2           | 1               | 0               | 0               | 2                 | 0                 | 0                 | 23    | 0     | 2     |
| Sous-total            | Sous-total            | Sous-total            | 47          | 1           | 2           | 2               | 0               | 0               | 9                 | 0                 | 0                 | 58    | 1     | 2     |
| Total sur la carrière | Total sur la carrière | Total sur la carrière | 163         | 9           | 6           | 5               | 0               | 0               | 9                 | 0                 | 0                 | 177   | 9     | 6     |

### En sélection
| Saison                | Sélection             | Phases finales                | Phases finales | Phases finales | Phases finales | Éliminatoires | Éliminatoires | Éliminatoires | Éliminatoires | Amicaux | Amicaux | Amicaux | Total | Total | Total |
| Saison                | Sélection             | Comp.                         | M.             | B.             | P.d.           | Comp.         | M.            | B.            | P.d.          | M.      | B.      | P.d.    | M.    | B.    | P.d.  |
| --------------------- | --------------------- | ----------------------------- | -------------- | -------------- | -------------- | ------------- | ------------- | ------------- | ------------- | ------- | ------- | ------- | ----- | ----- | ----- |
| 2023-2024             | Japon                 | Coupe d'Asie des nations 2023 | 2              | 0              | 0              | CdM 2026      | 1             | 0             | 0             | 1       | 0       | 0       | 4     | 0     | 0     |
| Total sur la carrière | Total sur la carrière | Total sur la carrière         | 2              | 0              | 0              | -             | 1             | 0             | 0             | 1       | 0       | 0       | 4     | 0     | 0     |